# Кириленко, Андрей Геннадьевич
Андре́й Генна́дьевич Кириле́нко (род. 18 февраля 1981, Ижевск) — российский баскетболист и спортивный функционер. Заслуженный мастер спорта России. Президент (с августа 2015 года) Российской федерации баскетбола.
Дебютировав в профессиональном баскетболе в 15 лет, Кириленко, играющий на позициях лёгкого или тяжёлого форварда, впоследствии стал лидером ЦСКА — наиболее титулованного баскетбольного клуба России — и в 2000 году был признан лучшим игроком чемпионата России. В следующем году, в возрасте 20 лет, Кириленко получил приглашение выступать в НБА в составе клуба «Юта Джаз», где вскоре сумел завоевать место в стартовом составе и, благодаря своей универсальности, хорошо зарекомендовал себя как в нападении, так и в защите.
В составе сборной России Кириленко является обладателем золотых медалей чемпионата Европы 2007 года, бронзовых медалей чемпионата Европы 2011 года и бронзовым призёром Олимпийских игр 2012 года.

## Биография

### Ранние годы
Родился 18 февраля 1981 года в семье Ольги и Геннадия Кириленко. Отец Андрея — сам в прошлом спортсмен, является главным тренером женского футбольного клуба «Искра» (Ленинградская область). Ольга Кириленко сама занималась баскетболом и выступала за женские команды «Буревестник», «Спартак», «Серп и молот» и «Скороход». В период беременности Ольги Геннадий Кириленко служил в армии, в спортроте, и рожать Ольга уехала к своей матери в Ижевск. Через четыре месяца после родов мать привезла будущего баскетболиста в Ленинград.
В детстве Андрей увлекался плаванием, футболом, гандболом. Баскетболом стал заниматься в ДЮСШ Фрунзенского района Ленинграда с 1 класса; первый тренер — Алексей Владимирович Васильев. В 1995 году в составе команды города стал чемпионом России по баскетболу среди игроков 1981 года рождения.

Талант Кириленко был виден с раннего детства, но помимо этого, он обладал сильной волей и желанием работать над собой. — Алексей Владимирович Васильев, первый тренер Андрея Кириленко

### 1997—1998: «Спартак»
18 января 1997 года Кириленко начал свою профессиональную карьеру в составе санкт-петербургского «Спартака» в сезоне 1996/97, став в неполные 16 лет самым юным игроком первенств чемпионата России в истории турнира. Он сыграл только в трёх матчах этого сезона, но в следующем сезоне принял участие уже в 41 игре, набирая в среднем 11,9 очка и 4,6 подбора за матч при 52,1 % реализации бросков с поля. В 1997 году Кириленко принял участие в чемпионате Европы среди юниоров, набирая в среднем 19,5 очка и 10,2 подбора, а также делая по 3,9 перехвата за матч, в результате чего был признан самым ценным игроком (MVP — от англ. Most Valuable Player) турнира.
Тренировался у Анатолия Штейнбока.

### 1998—2001: ЦСКА
Летом 1998 года Кириленко перешёл в ЦСКА. В своём первом сезоне за столичный клуб, выходя с первых минут, он набирал 12,4 очка, 4,2 подборов и 2,1 передач в 26 играх во время регулярного сезона, и 5,3 очка и 1,4 подбора в семи матчах в европейском клубном турнире. Вместе с командой Кириленко впервые завоевал золотые медали чемпионата России, в Евролиге клуб досрочно закончил турнир на стадии 1/8 финала, уступив в двух матчах турецкому «Эфес Пилсену». В первом матче с турецким клубом Кириленко провёл на площадке пять минут, ничем иным не отметившись в статистике, во втором не участвовал совсем.
Во время регулярного сезона 1999/2000, Кириленко стал одним из лидеров ЦСКА, набирал в среднем 13,2 очков, 6,1 подборов и 2,5 передач в 37 играх, и 11,5 очков и 6,2 подборов в 19 играх европейского клубного первенства, а затем привёл команду к победам в чемпионате России и в чемпионате NEBL (Североевропейская баскетбольная лига). Как и в прошлом году, армейцы прекратили борьбу в розыгрыше Евролиги на стадии 1/8 финала, на этот раз уступив уже в трёх матчах хорватской «Цибоне», хотя сам Кириленко набрал за три игры 45 очков и 19 подборов. По итогам сезона Кириленко был признан лучшим игроком Чемпионата России.
В 2000 году ЦСКА возглавил закончивший карьеру игрока Валерий Тихоненко, а большая часть игроков перешла в пермский клуб «Урал-Грейт». В сезоне 2000/01 в рамках Суперлиги А армейцы остались без медалей. Однако на международной арене Кириленко вместе со своей командой выступили хорошо, завоевав путёвку в Финал Четырёх Супролиги ФИБА, где в полуфинале армейцы уступили будущему чемпиону — израильскому «Маккаби».

### 2001—2011: «Юта Джаз»
30 июня 1999 года Кириленко был выбран клубом НБА «Юта Джаз» под 24-м номером драфта. Россиянин стал на тот момент самым молодым европейским баскетболистом, задрафтованным командой Национальной баскетбольной ассоциации. Номер 13 — традиционный номер Андрея — уже взял себе перешедший в «Юту» Джон Амаечи, но к моменту выбора игроки в команде уже прозвали Кириленко АК-47 и в соответствии с этим прозвищем ему был предложен игровой номер 47.
В «Юте» Кириленко дебютировал в сезоне 2001/02, по итогам которого был включён в символическую пятёрку лучших новичков НБА и занял третье место в голосовании на звание «новичка года». В среднем за игру Андрей набирал по 10,7 очка (5-й среди всех новичков), 4,9 подбора (3-й в команде и 5-й среди всех новичков), 1,94 блока (12-е место в НБА и второе среди новичков) и 1,41 перехвата (5-й среди всех новичков). Кириленко сыграл во всех 82 играх сезона, из них 40 раз в стартовой пятёрке. Впервые в своей карьере НБА Кириленко вышел на площадку с первых минут матча 12 февраля 2001 года против «Индиана Пэйсерс», сделав дабл-дабл (13 очков + 10 подборов), после чего уверенно закрепился в стартовом составе. В том же сезоне Андрей принял участие в матче новичков на «Звёздном уикэнде» НБА, набрав 4 очка за 15 минут. Сезон для команды Кириленко завершился проигрышем в первом раунде плей-офф «Сакраменто Кингз» со счётом в серии 3-1.
В сезоне 2002/03 Кириленко сыграл в 80 из 82 игр, набирая 12,0 очков и 5,3 подборов за 27,7 минуты в среднем за игру. Пропустил первые две игры в своей карьере (15 ноября в Детройте и 17 ноября в Торонто) в связи со спазмами нижней части спины. Второй раз принял участие в матче новичков на «Звёздном уикэнде» НБА, набрав 13 очков (6-10), сделав 5 подборов, 2 перехвата и один блок-шот за 27 минут. В первом раунде серии плей-офф «Юта» вновь встретилась с «Сакраменто Кингз», и в серии из пяти матчей вновь победили «короли»: 4-1.
Перед началом сезона 2003/04 «Юту» покинули её многолетние лидеры Джон Стоктон (завершил карьеру) и Карл Мэлоун (перешёл в «Лос-Анджелес Лейкерс»), в связи с чем началась перестройка команды. Кириленко, сыграв в 78 играх и пропустив четыре матча из-за растяжения правой лодыжки, стал лучшим игроком «Юты Джаз» по результативности (16,2), подборам (8,1), перехватам (1,92) и блок-шотам (2,76). Он занял третье место в лиге по блок-шотам и четвёртое по перехватам и стал пятым в голосовании лиги за звание «оборонительный игрок года». Кириленко вошёл во вторую символическую оборонительную сборную НБА. Был выбран тренерами в качестве запасного игрока в команду Запада на Матч всех звёзд НБА 2004 года в Лос-Анджелесе, где сыграл 12 минут, набрав 2 очка, 1 подбор и 1 блок-шот. По итогам сезона команда Андрея в плей-офф не попала.
В межсезонье команда сделала шаги по укреплению состава, подписав контракты с Карлосом Бузером и Мехметом Окуром в качестве свободных агентов и переподписав Карлоса Арройо и Гордана Гиричека. В сезоне 2004/05 Кириленко сыграл всего в 41 матче. Он пропустил 26 игр из-за растяжения правого колена, матч 15 февраля против «Кливленда» из-за растяжения правой лодыжки и ещё 14 игр из-за перелома левой руки, полученного в игре против «Вашингтона» 24 марта. На площадку вернулся лишь осенью 2005 года. Несмотря на травмы, он стал вторым игроком команды по результативности, набирая в среднем 15,6 очка за матч, и возглавил «Джаз» по количеству перехватов (1,63), также став лидером всей лиги по количеству блок-шотов за игру. По итогам сезона вошёл во вторую символическую оборонительную сборную НБА второй год подряд. «Джаз» закончили сезон 2004/05 с результатом 26 побед при 56 поражениях — их худший показатель со времен сезона 1981/82.
Летом 2005 года «Джаз», на драфте стоявшие третьими, выбрали в первом круге Дерона Уильямса и переподписали контракт с Андреем Кириленко на максимальную сумму. Таким образом, он стал одним из самых высокооплачиваемых спортсменов России — его ежегодный заработок в «Юте Джаз» составлял около 15,3 миллионов долларов. Столь удачный многомиллионный контракт Кириленко удалось подписать благодаря смене поколений в «Юта Джаз», когда российский баскетболист стал лидером команды, вошёл в первую символическую оборонительную сборную НБА и даже выступил на Матче всех звёзд. Сезон 2005/06 стал для россиянина самым удачным в карьере. Он сыграл в 69 играх, из них в 63 выходя с первых минут, и пропустил в общей сложности 13 игр из-за травм. Кириленко стал лидером НБА по общему числу блок-шотов (220) и по количеству блок-шотов за игру (3,32), а также сделал два трипл-дабла. Стал третьим в команде по результативности (15,3) и подборам (8,0), вторым по передачам (4,3), лидировал по блок-шотам (3,19) и перехватам (1,48), проводя 37,7 минуты на площадке в среднем за игру. Окур и Кириленко продемонстрировали хорошую игру по ходу регулярного чемпионата, Уильямс, несмотря на спад в середине сезона, внёс существенный вклад в игру «Юты». Тем не менее, владелец клуба Ларри Миллер выразил недовольство результатами команды, ведь «Джаз» закончили сезон всего в 3 очках вне зоны плей-офф, с результатом 41-41.
В межсезонье Кириленко отказался от выступления за сборную в квалификации к чемпионату Европы 2007, посвятив себя усиленной работе над броском вместе с персональным тренером Джеффом Хорнасеком, но в итоге провёл худший сезон в карьере. Главный тренер «джазменов» Джерри Слоун сменил акцент в нападении на новобранца Карлоса Бузера и молодого Дерона Уильямса. На протяжении первых двух лет в команде Бузер боролся с травмами, но к сезону 2006/07 он стал самым главным игроком в передней линии «Юты». Кириленко не нашлось места в игровых схемах «Джаз», и из лидера он превратился в обычного ролевого баскетболиста. Сыграв в 70 играх (все в стартовой пятёрке), он набирал в среднем по 8,3 очка, 4,7 подбора, 2,9 передачи, 1,06 перехвата и 2,06 блок-шота в среднем за 29,3 минуты за матч. Сам баскетболист в интервью российским СМИ неоднократно заявлял, что если командная игра «Юты» не изменится, он не исключает своего перехода в другой клуб. Однако россиянин остался в команде, а командные показатели «Джаз» значительно улучшились по сравнению с предыдущими годами, достигнув значения 51-31. «Юта» последовательно обыграв «Хьюстон Рокетс» (4-3), «Голден Стэйт Уорриорз» (4-1) вышла в финал конференции, где уступила более опытным игрокам «Сан-Антонио Спёрс».

Когда я подписывал контракт с «Джаз», то чувствовал себя ключевым игроком. Все меняется… После того как у нас появились Дерон и Буз, на самом деле они стали главными игроками в нашей команде. Теперь я меньше владею мячом, чем четыре или пять лет назад. Несколько лет назад мне пришлось нелегко, чтобы перестроиться… Я не знал, что с этим делать. — Андрей Кириленко
Несмотря на споры и разговоры об обмене в межсезонье, Андрей остался в команде, продемонстрировав прежний уровень игры, улучшив статистику по всем показателям в сравнении с предыдущим сезоном и, казалось, был доволен своей новой ролью в качестве защитника и резервного бомбардира. Кириленко отыграл все 72 игры регулярного чемпионата и 12 матчей плей-офф в стартовой пятёрке, набирая в среднем 11 очков за игру. «Юта» закончила сезон пятой в Западной конференции с показателем 54-28. В первом раунде плей-офф джазмены обыграли «Хьюстон Рокетс» (4-2), но затем уступили «Лос-Анджелес Лейкерс» (2-4).
В сезоне 2008/09 Кириленко появился в 67 играх (10 раз в стартовой пятёрке), набирая в среднем 11,6 очка, 4,8 подбора, 2,6 передачи, 1,24 перехвата и 1,15 блок-шота за игру. «Джаз» закончили сезон с показателем 48-34, заняв последнюю строчку в плей-офф, после чего они были в первом раунде снова столкнулись с «Лос-Анджелес Лейкерс» и были разгромлены (4-1).
В сезоне 2009/10 показатели Кириленко были не столь высокими из-за травм. Он сыграл в 58 играх (35 стартов), где набирал в среднем 11,9 очка, 4,6 подбора, 2,7 передачи, 1,43 перехвата и 28,6 минут за матч. Кириленко пропустил 13 из последних 15 игр сезона из-за травмы левой голени, за день до первой игры плей-офф у него произошло обострение травмы и он пропустил первый раунд плей-офф против «Денвер Наггетс». Он сумел восстановиться лишь ко второму раунду против «Лос-Анджелес Лейкерс», где провёл две игры, но «Джаз» уступили в третий раз подряд (4-0).
По уровню зарплаты за свой последний сезон 2010/11 ($17,8 млн) в составе «Юты», Андрей Кириленко вошёл в десятку самых высокооплачиваемых игроков НБА. При этом его контракт включали в различные рейтинги худших договоров или в списки самых переоценённых игроков. Андрей появился на площадке в 64 играх сезона (62 стартов), набирая в среднем 11,7 очков, 5,1 подборов, 3,0 передачи, 1,3 перехвата и 31,2 минут за матч. 10 февраля 2011 года главный тренер Джерри Слоун ушёл в отставку из-за конфликта с главной звездой клуба Дероном Уильямсом, которого затем обменяли в «Нью-Джерси Нетс» на двоих новичков, выбранных в первом раунде драфта, — Деррика Фэйворса и Дэвина Харриса. Оставшуюся часть сезона джазмены продолжали бороться, но заняли лишь 11 место в Западной конференции с показателем 39-43, пропустив плей-офф впервые с 2006 года. В межсезонье Андрей Кириленко, в связи с локаутом, принял решение продолжить карьеру в России.

### 2011—2012: ЦСКА
По окончании сезона 2010/11 Андрей Кириленко стал свободным агентом. В связи с локаутом НБА, 4 октября 2011 года Андрей подписал трёхлетний контракт с ЦСКА, в случае окончания локаута он мог вернуться в НБА. 31 декабря 2011 года Андрей Кириленко принял окончательное решение, что будет выступать за ЦСКА до конца сезона 2011/12.

«Честно говоря, это было легкое решение. Я решил, что хочу полгода отыграть в России. Хотел сыграть для своих фанатов, пока я все ещё на пике и чувствую себя хорошо. Я подписал контракт с ЦСКА, который был моим последним клубом в России. Я прекрасно провел время с отличной командой. И с точки зрения сыгранности, сразу можно было почувствовать, что мы подошли друг другу.»
Вместе с командой Кириленко вышел в финал Евролиги, победил в Единой лиге ВТБ и завоевал золотые медали чемпионата России. В конце сезона он был назван MVP регулярного сезона Евролиги, лучшим оборонительным игроком Евролиги и выбран в первую символическую сборную Евролиги. Кириленко также стал MVP регулярного чемпионата и «Финала четырёх» Единой лиги ВТБ, его включили в первые символические пятёрки Евролиги и БЕКО ПБЛ. 6 февраля 2013 года Андрей Кириленко был признан лучшим европейским баскетболистом 2012 года по версии итальянского издания La Gazzetta dello Sport; этот выбор был сделан по итогам голосования игроков, тренеров и журналистов из 14 стран. Кириленко стал первым российским баскетболистом, удостоившимся этой награды со времён распада СССР. Месяц спустя баскетбольная ассоциация ФИБА Европа также назвала Андрея Кириленко лучшим игроком 2012 года. Эта престижная спортивная награда стала второй в его карьере — ранее Андрей удостаивался этого почётного титула в 2007 году.

### 2012—2013: «Миннесота Тимбервулвз»
27 июля 2012 года Андрей Кириленко принял решение воспользоваться опцией контракта, позволяющей ему вернуться в НБА, и подписал контракт с клубом «Миннесота Тимбервулвз», в котором выступал вместе с другим россиянином — Алексеем Шведом, также перешедшим из ЦСКА.

«Это было непростое решение, поскольку в ЦСКА меня все устраивало, я чувствовал себя по-настоящему комфортно, в раздевалке царила потрясающая атмосфера. Мне повезло, я сумел в добром здравии и хорошей форме сыграть на родине, для своих друзей и близких, для всех российских болельщиков. В то же время, не раз подчеркивал, что хочу выступать на самом высоком уровне. Чувствую в себе достаточно сил и уверенности, чтобы продолжить карьеру в НБА.»— Андрей Кириленко
Сезон 2012/13 «Тимбервулвз» начали достаточно удачно, даже несмотря на то, что в первых нескольких играх игроков преследовали травмы. Так, за игрой с трибун был вынужден наблюдать ключевой игрок Кевин Лав (появился лишь в 10-й игре против «Денвера»), разыгрывающий Рики Рубио вернулся на паркет лишь 15 декабря 2012 года в матче с «Даллас Маверикс», пропускали матчи Никола Пекович и Джей-Джей Бареа. Кириленко начал сезон в стартовом составе, выполнял функции основного специалиста по защите и, являясь самым опытным игроком, стал наставником для молодёжи в команде. В январе 2013 года команду вновь начали преследовать травмы, до конца марта выбыл Кевин Лав, остаток сезона пропускал Малкольм Ли. Травмировались Бадингер, Рой, пропускали матчи Алексей Швед и Никола Пекович. Перед звёздным уик-эндом и сам Кириленко пропустил несколько игр из-за травмы четырёхглавой мышцы бедра, полученной 5 февраля в матче против «Портленда». В итоге к концу февраля соотношение побед и поражений «Тимбервулвз» составляло 20-33, а команда стремительно отдалялась от зоны плей-офф. Для решения проблем «Тимбервулвз» подписали десятидневный контракт с французским форвардом Микаэлем Желабалем, на замену Пековичу был приглашён центровой Крис Джонсон. Кроме того, из-за болезни жены большую часть января отсутствовал на тренерском мостике Рик Адельман. Неплохие матчи чередовались с провалами, только к концу сезона восстановился Чейз Бадингер, но его усилий и усилий Рики Рубио, который стал лидером команды, не хватило для попадания в плей-офф. Одним из немногих радостных моментов стала 1000-я победа Рика Адельмана в качестве тренера. В целом, сезон можно было признать удачным — команда при катастрофической серии травм впервые после ухода Кевина Гарнетта одержала более 30 побед в сезоне при соотношении побед и поражений 31-51. Кириленко, играя за «Миннесоту», набирал в среднем 12,4 очка, делал 5,7 подбора и 1,5 перехвата за игру. По окончании сезона Андрей решил не продлевать свой контракт с «Миннесотой» и стал неограниченно свободным агентом.

### 2013—2014: «Бруклин Нетс»
В июле 2013 года Кириленко подписал однолетний контракт с зарплатой в 3,1 миллиона долларов с клубом «Бруклин Нетс», принадлежащим русскому бизнесмену Михаилу Прохорову, отказавшись перед этим от 10-миллионного контракта с «Миннесотой». При этом договор предусматривал опцию игрока на продление ещё на один сезон.
После сезона 2013/2014 Кириленко использовал опцию и продлил контракт с «Бруклином» на сезон 2014/2015.
11 декабря 2014 года «Бруклин» обменял Кириленко и Хорхе Гутьерреса в «Филадельфия Севенти Сиксерс». Из-за отказа Кириленко играть за «Филадельфию» клуб дисквалифицировал игрока и расторг с ним контракт. Кириленко был выставлен на драфт отказов 22 февраля, а 24-го получил статус свободного агента после того, как ни один из клубов НБА не заявил на него прав.

### 2015: ЦСКА
24 февраля ЦСКА объявил о подписании Андрея Кириленко до конца сезона.
1 апреля 2015 года было объявлено о переходе Кириленко на тренерскую работу.
Выиграв с командой титул чемпиона России в Единой лиге ВТБ, Кириленко заявил о завершении спортивной карьеры.

### Сборная России

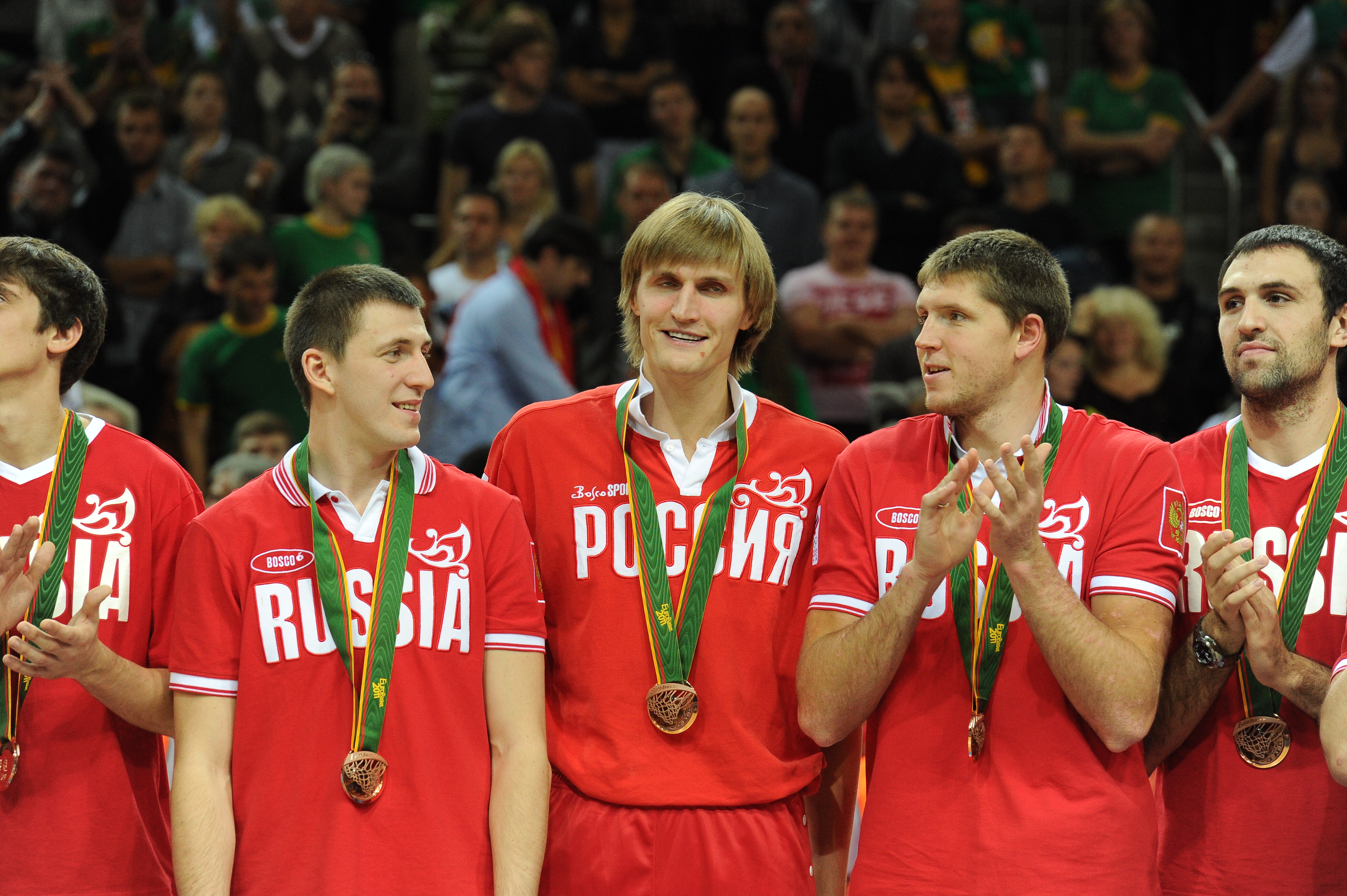
Кириленко (в центре) в составе сборной России на награждении бронзовыми медалями чемпионата Европы 2011

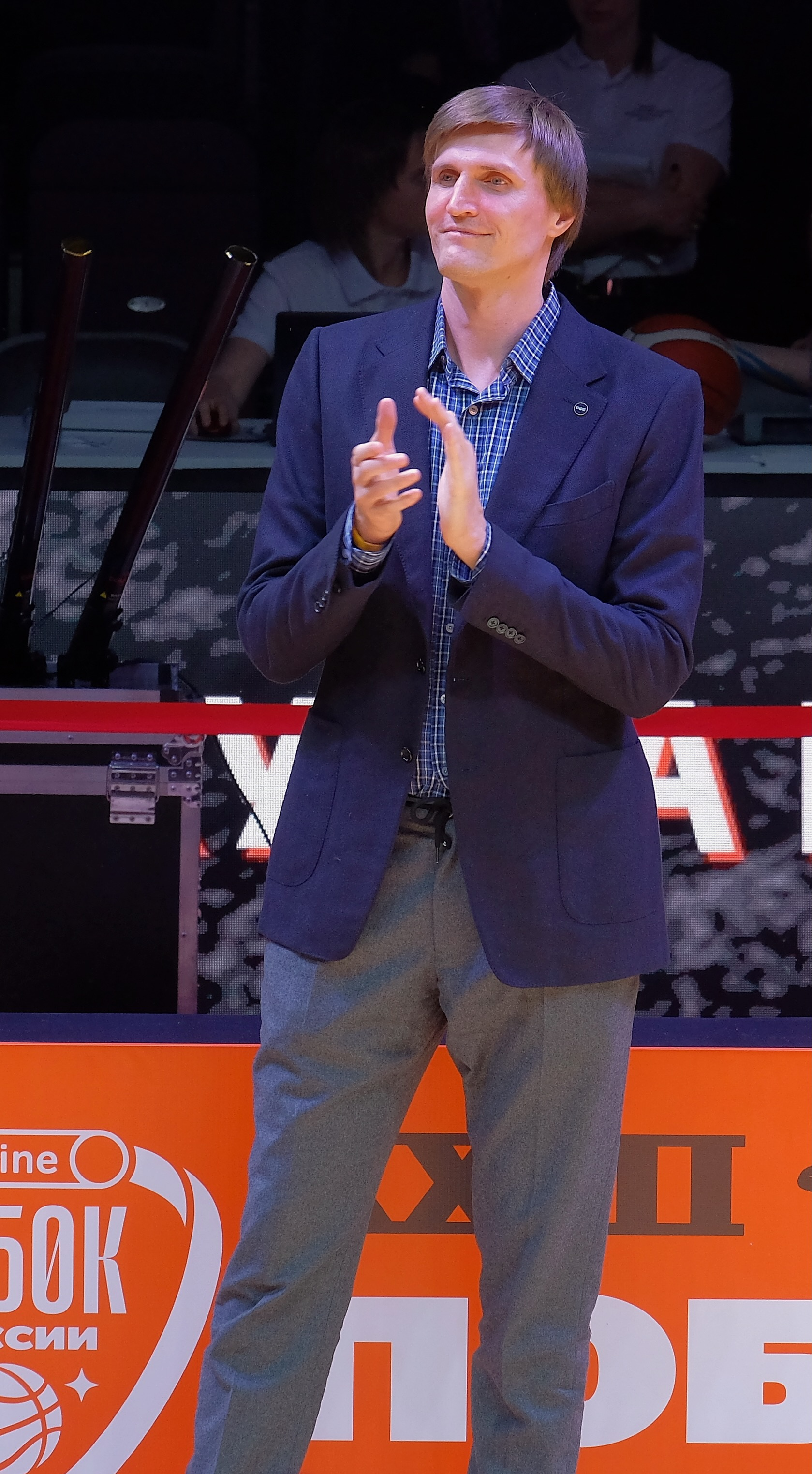
На посту Президента РФБ (2024)

В составе национальной сборной Кириленко дебютировал в 2000 году на Олимпиаде в Сиднее. Играл на чемпионатах Европы 2001, 2003, 2005, 2007 годов, чемпионате мира 2002 года. С первых выступлений за национальную сборную Кириленко стал лидером сборной России, определяя её игру.
Памятным для Кириленко стал Евробаскет 2007 в Испании. Сборная России впервые в своей истории (без учёта достижений команды СССР) стала победителем первенства континента. Кириленко провёл несколько ярких матчей, лучшим из которых стал полуфинал с Литвой (86:74). В этой встрече форвард набрал 29 очков, реализовав 9 из 11 бросков с игры. По итогам турнира Андрей был включён в символическую сборную турнира и признан MVP турнира и получил звание Заслуженного мастера спорта РФ.
8 августа 2008 года Кириленко был удостоен чести нести флаг России на церемонии открытия летних Олимпийских игр в Пекине 2008 года. На Олимпиаду сборная России поехала сильнейшим составом. В первом матче россияне уверенно переиграли Иран, однако затем последовали поражения от Хорватии, Литвы, Австралии и Аргентины. Сборная России заняла пятое место в группе и не вышла в следующий раунд.
В 2009 году Кириленко отказался принять участие в Евробаскете 2009 по семейным обстоятельствам. На следующий год он также пропустил и чемпионат мира по баскетболу.
В 2011 году Кириленко вернулся в сборную для участия в чемпионате Европы в Литве. Россияне закончили турнир, потерпев лишь одно поражение в одиннадцати матчах — от сборной Франции в полуфинале. В матче за третье место сборная России в упорной борьбе переиграла сборную Македонии и завоевала бронзовые медали. По итогам Евробаскета Кириленко вошёл в символическую сборную турнира.
В 2012 году Андрей Кириленко принял участие в летних Олимпийских играх в Лондоне, на которой сборная завоевала бронзовую медаль.
По ходу группового турнира Кириленко был одним из ведущих игроков в команде, проводя на площадке больше всех игрового времени (33:53), став лидером команды по очкам (17,5) и подборам (7,5) в среднем за игру.
В стартовом матче группового турнира, в игре против сборной Великобритании, Кириленко набрал рекордные 35 очков.
На групповом этапе сборная выиграла 4 матча из 5, в том числе у испанцев — действующих чемпионов Европы, и заняла в группе первое место.
В победном четвертьфинале против сборной Литвы Кириленко стал лучшим бомбардиром в составе сборной (19 очков). Но в полуфинале, в игре против сборной Испании, сборная России уступила, а Кириленко набрал всего 10 очков.
В игре за бронзовые медали россияне победили сборную Аргентины, Андрей провёл на площадке 36 минут и набрал 20 очков. По итогам первенства Кириленко вошёл в символическую сборную турнира по версии телеканала ESPN.
13 августа 2012 года Кириленко был награждён медалью ордена «За заслуги перед Отечеством» II степени за «большой вклад в развитие физической культуры и спорта, высокие спортивные достижения на Играх XXX Олимпиады 2012 года в городе Лондоне (Великобритания)».
В сентябре 2013 года объявил о завершении карьеры в сборной.
В августе 2015 года избран президентом Российской федерации баскетбола.

## Достижения
| - Бронзовый призёр Олимпийских игр 2012 года в Лондоне. - Чемпион Европы 2007 года, MVP и лучший нападающий турнира - Бронзовый призёр Европы 2011 года, символическая сборная турнира - Серебряный призёр чемпионата Европы 1997 года среди юношей. Самый ценный игрок турнира. - Серебряный призёр Всемирных юношеских игр 1998 года. - Трёхкратный чемпион России в составе ЦСКА (1999, 2000, 2012). - Чемпион Единой лиги ВТБ (2012, 2015). - Чемпион России в составе команды Санкт-Петербурга в возрастной категории не старше 1981 года рождения (1995). | - Игрок года ФИБА Европа (2007, 2012). - MVP регулярного сезона Евролиги (2012) - Лучший оборонительный игрок Евролиги (2012) - Лучший игрок чемпионата России (2000). - MVP регулярного сезона Единой лиги ВТБ (2012). - MVP финала четырёх Единой лиги ВТБ (2012). - Участник Матча всех звёзд НБА (2004) - Участник Матчей новичков НБА (2002, 2003). - Сборная новичков НБА (2002). - Лидер регулярного чемпионата НБА по блок-шотам (2005). - 3 раза включён в сборную всех звёзд защиты НБА: 2006 (первая сборная); 2004, 2005 (вторая сборная). - Участник «Матчей звёзд» России (1999, 2000). - Победитель конкурса по броскам сверху на Матче звёзд России (1999). - Самый молодой участник «Матчей звёзд» Европы (18 лет 10 месяцев 10 дней). - Участник «Финала четырёх» Евролиги (2001, 2012). |

## Профессиональные качества

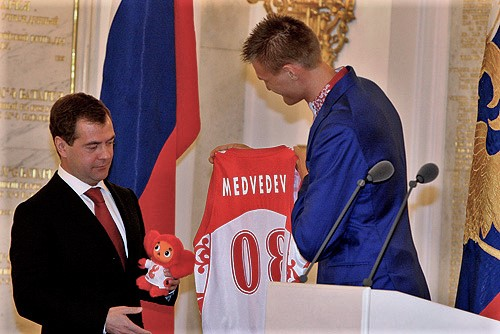
Москва, Большой Кремлёвский дворец. Президент России Дмитрий Медведев на встрече с членами олимпийской сборной России.

Андрей Кириленко был универсальным игроком, который мог выступать на позиции лёгкого или тяжёлого форвардов. Известен высокий уровень его игры как в нападении (12,4 очка и 5,6 подбора за игру в карьере НБА по окончании сезона 2010/2011), так и в обороне. В атаке Кириленко опирался на набирание фолов соперниками, быстрый отрыв, подбор на чужом щите, игру в пас и свой быстрый первый шаг. Кириленко предпочитал создавать возможность для атаки партнёрам, нежели атаковать самостоятельно. За умение играть в обороне его три раза включали в сборную всех звёзд защиты НБА. Основной силой оборонительной игры Кириленко являлись блокирование бросков, грамотный выбор позиции и подбор под своим щитом, умение перехватить мяч (2,0 блок-шота и 1,4 перехвата за игру в карьере НБА по окончании сезона 2010/2011). Кириленко отличала способность подстраховывать партнёров — большинство блок-шотов он выполняет, появляясь со «слабой» стороны площадки. При этом Кириленко обладает незаурядным атакующим мастерством и видением площадки. По блок-шотам Кириленко входит в число 40 лидеров за всю историю НБА, при этом среди европейцев он уступает только Владе Дивацу. Кроме того Андрей Кириленко стал 15-м игроком в истории НБА, совершившим 1000 перехватов, 1000 блок-шотов и 2000 передач.
Благодаря своей универсальности Кириленко трижды за карьеру в НБА достигал очень редкого (22 раза за всю историю НБА) статистического показателя, который в Северной Америке называют «пять-по-пять» (англ. five-by-five), когда баскетболист за матч набирает не менее 5 баллов по каждому статистическому показателю — очкам, передачам, подборам, перехватам и блок-шотам. Кириленко дважды удался «пять-по-пять» в течение одной недели в начале декабря 2003 года, а 3 января 2006 года в игре против «Лос-Анджелес Лейкерс» (игра без овертайма) ему удалось достичь показателя «пять-по-шесть», когда он набрал не менее 6 баллов по каждому показателю (14 очков + 8 подборов + 9 передач + 6 перехватов + 7 блок-шотов). За всю историю начиная с сезона 1985/86 лишь Хакиму Оладжьювону удалось «сделать» «пять-по-шесть» (в матче с двумя овертаймами). Оладжьювон также единственный баскетболист, кроме Кириленко, которому удалось за карьеру достичь более одного показателя «пять-по-пять» — у Оладжьювона их 6.

## Статистика выступлений

### Лучшие показатели в одной игре НБА
Статистика приводится по данным на официальном сайте НБА

| - Очки — 31 (17 февраля 2004 года против «Майами Хит») - Попадания с игры — 11 (три раза) - Броски с игры — 21 (25 января 2006 года против «Сиэтл Суперсоникс») - Точные трёхочковые — 5 (2 раза) - Трёхочковые броски — 9 (17 февраля 2004 года против «Майами Хит») - Точные штрафные — 16 (3 февраля 2006 года против «Сакраменто Кингз») - Штрафные броски — 17 (2 раза) | - Подборы в нападении — 8 (2 раза) - Подборы в защите — 13 (2 раза) - Подборы — 18 (21 марта 2006 года против «Финикс Санз») - Передачи — 11 (4 раза) - Перехваты — 8 (3 декабря 2003 года против «Хьюстон Рокетс») - Блок-шоты — 10 (25 марта 2006 года против «Сакраменто Кингз») - Сыгранные минуты — 50 (27 декабря 2008 года против «Хьюстон Рокетс») |

### Файв-бай-файв
| Дата            | Возраст | Команда  | Счёт    | Соперник             | Очки | Подборы | Передачи | Перехваты | Блок-шоты | Овертайм | Ссылка |
| --------------- | ------- | -------- | ------- | -------------------- | ---- | ------- | -------- | --------- | --------- | -------- | ------ |
| 3 декабря 2003  | 22      | Юта Джаз | 101:107 | Хьюстон Рокетс       | 19   | 5       | 7        | 8         | 5         | Да (OT)  | [ 77 ] |
| 10 декабря 2003 | 22      | Юта Джаз | 95:73   | Нью-Йорк Никс        | 10   | 12      | 6        | 6         | 5         | Нет      | [ 78 ] |
| 3 января 2006   | 24      | Юта Джаз | 90:80   | Лос-Анджелес Лейкерс | 14   | 8       | 9        | 6         | 7         | Нет      | [ 79 ] |

### Трипл-даблы
| Сезон   | Дата           | Клуб     | Соперник             | Счёт   | Минуты | Очки | Подборы | Передачи | Перехваты | Блок-шоты | Ссылка |
| 2005/06 | 17 января 2006 | Юта Джаз | Торонто Рэпторс      | 111:98 | 46     | 18   | 16      | 11       | 3         | 4         |        |
| 2005/06 | 25 марта 2006  | Юта Джаз | Сакраменто Кингз     | 89:91  | 40     | 15   | 14      | 3        | 3         | 10        |        |
| 2007/08 | 30 ноября 2007 | Юта Джаз | Лос-Анджелес Лейкерс | 120:96 | 41     | 20   | 11      | 11       | 6         | 4         |        |

## Личная жизнь
Летом 2001 года Кириленко женился на Марии Лопатовой - дочери баскетболиста Андрея Лопатова. Лопатова старше Кириленко на 8 лет. В семье четверо детей — сыновья Фёдор, Степан (род. 2007, хоккеист) и Андрей, дочь Александра, которую удочерили в 2009 году.
Лопатова в 2002 году записала музыкальный диск, Кириленко снялся в клипе. Во время сезона НБА Кириленко жили в собственном доме в Солт-Лейк-Сити, в межсезонье — в Москве и во Франции. В 2011 году Кириленко вместе с супругой получили гражданство США.
По словам теннисистки Марии Кириленко, они с Андреем не родственники. Они познакомились только в 2011 году и договорились отвечать в интервью, что являются двоюродными братом и сестрой, в шутку.
9 февраля 2012 года Андрей Кириленко был официально зарегистрирован как доверенное лицо кандидата в Президенты РФ Михаила Прохорова.
В 2003 году супруги Кириленко создали благотворительный фонд «Kirilenko’s Kids» («Кириленко — Детям!») в США, Солт-Лейк-Сити. Официальный статус благотворительной организации был получен в октябре 2004 года, а с 2006 года Фонд был юридически зарегистрирован в России. Организация помогает детским больницам, детским домам и интернатам, спортивным школам, ветеранам спорта и тем баскетболистам, которые стали инвалидами, а также занимается развитием массового детского непрофессионального спорта. В 2012 году Кириленко передал все заработанные деньги по контракту в ПБК ЦСКА (сезон 2011/12) в детский фонд «Кириленко — детям!» на благотворительность.